# H-IIBロケット8号機
H-IIBロケット8号機（H2Bロケット8ごうき）は、宇宙航空研究開発機構 (JAXA) が開発・運用するH-IIBロケットの8号機である。2019年（令和元年）9月25日1時5分5秒に種子島宇宙センターから打ち上げられた。2018年11月15日の宇宙活動法施行後初の民間（三菱重工）による打ち上げであった。

## ロケット諸元
- 形式: H-IIBロケット[4]
  - 1段目 LE-7Aエンジン×2基（再生冷却長ノズル、液体酸素・液体水素燃料ロケットエンジン）
  - 2段目 LE-5B-2エンジン（液体酸素・液体水素燃料ロケットエンジン）
  - 固体ロケットブースター SRB-A3×4基
  - フェアリング 5S-H型（HTV用）

## ペイロード
- こうのとり8号機（宇宙ステーション補給機）

## 飛行計画

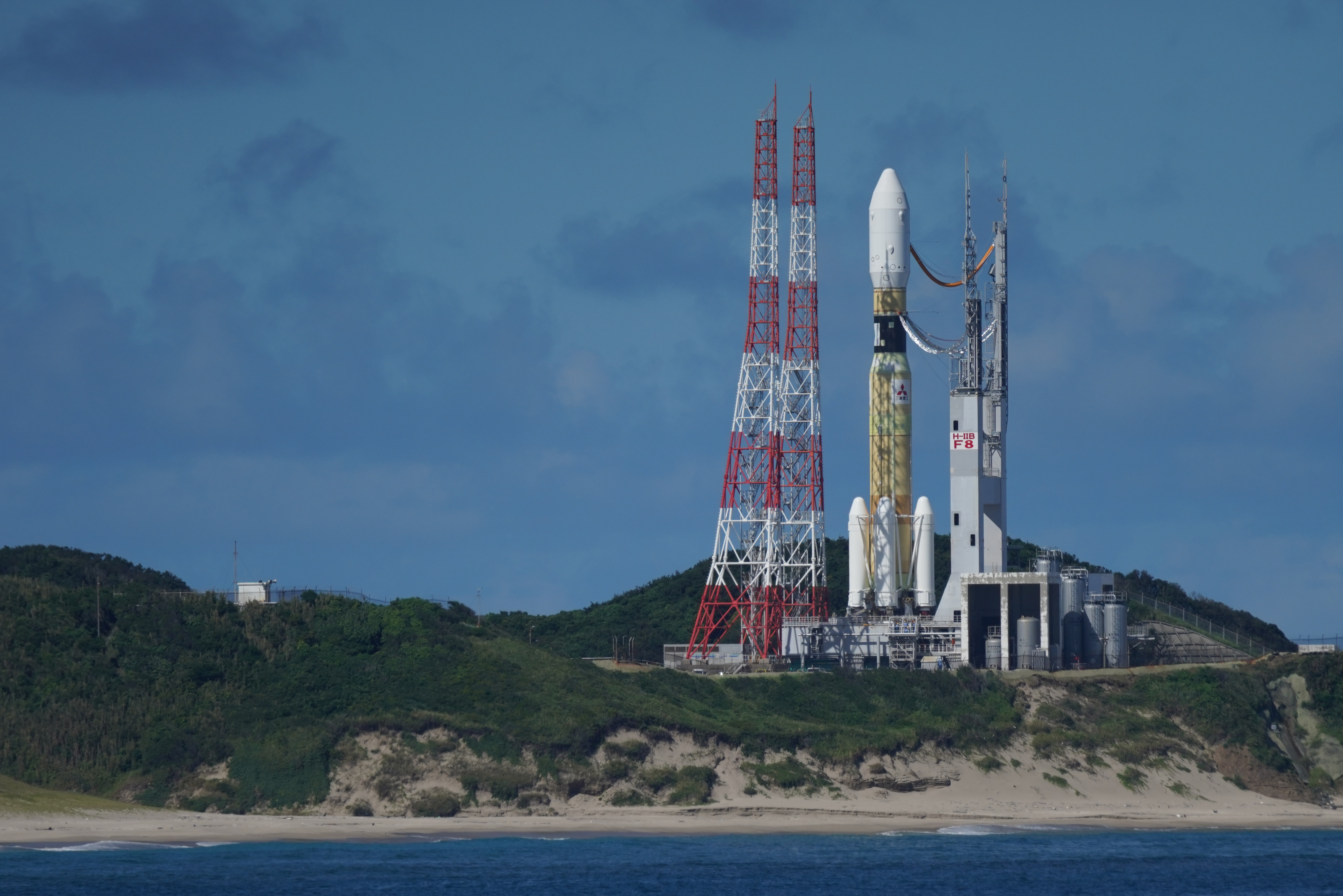
射点に据え置かれた火災事故前日のH-2Bロケット8号機

| 事象 | 打ち上げ後経過時間 （計画値） | 高度 （計画値） |
| --- | ----------------------------- | --------------- |
| リフトオフ | 0分0秒                        | 0km             |
| 固体ロケットブースター（SRB-A）燃焼終了 （燃焼室圧が最大値の10%時点）                                            | 1分47秒                       | 47km            |
| 固体ロケットブースター（SRB-A）第1ペア分離 （スラスト・ストラットの切断）                                        | 2分4秒                        | 61km            |
| 固体ロケットブースター（SRB-A）第2ペア分離 （スラスト・ストラットの切断）                                        | 2分7秒                        | 63km            |
| 衛星フェアリング分離                                                                                             | 3分40秒                       | 120km           |
| 第1段主エンジン燃焼停止 （Main Engine Cut Off:MECO）                                                             | 5分47秒                       | 184km           |
| 第1段・第2段分離                                                                                                 | 5分54秒                       | 189km           |
| 第2段エンジン推力立上がり （Second Engine Lock In:SELI）                                                         | 6分5秒                        | 196km           |
| 第2段エンジン燃焼停止 （Second Engine Cut Off:SECO）                                                             | 14分20秒                      | 289km           |
| こうのとり8号機分離                                                                                              | 15分11秒                      | 287km           |
| 第2段エンジン第2回始動 （Second Engine IGnition-2 idol:SEIG2i） （第2段エンジン燃焼開始2回目アイドル燃焼モード） | 1時間39分5秒                  | 307km           |
| 第2段エンジン第2回燃焼停止 （Second Engine Cut Off-2:SECO2）                                                     | 1時間39分58秒                 | 305km           |

HTVを分離した後、第2段機体を180度回転させ向きを逆にしてから第2段エンジンの2回目の燃焼を行い、速度を落として南太平洋への制御落下を行う。また、この第2段機体最下部のノズルの付け根の近くに、7号機に続いて「ロケット再突入データ取得システム」が搭載されており、8号機でも同様に実験が行われる。これは大気圏に再突入する第2段機体の状態を調べるのを目的として、温度センサーや歪みセンサーなどが入った再突入モジュールを第2段機体と共に大気圏に再突入させ、圧力や温度などを測る他、7号機と同じ装置を使うことにより再現性の確認も行う。自然に分離した後はパラシュートによって海に降り、イリジウム衛星携帯電話でデータを送った後に海に沈む。

## 打ち上げ延期
当初の打ち上げ予定日時は、2019年9月11日6時33分29秒であったが、同日3時5分頃に移動発射台（Yoshinobu Movable Launcher 3:ML3、H-IIBロケット専用）の開口部付近で火災が起きたため同9月24日午前1時30分頃に延期された。その後、打ち上げにあたって他の宇宙機との干渉の有無を確認するCOLA解析（COLlision Avoidance解析、通常は高度200-300kmより高い軌道が対象だが、今回は高度150kmの低い軌道も対象に解析した）により、H-IIBロケットの第2段機体が9月25日22時57分に打ち上げ予定のソユーズMS-15宇宙船と干渉する可能性（第2段機体の制御落下を行えなかった場合のみ干渉する）が判明したため、同9月25日午前1時5分5秒に延期された（いずれも日本標準時）。本来、COLA解析は打ち上げ2日前までに行うのが通常の手順で、9月18日にソユーズの軌道計画の情報を受け取り、19日から20日にかけて解析を行い、20日に9月24日の打ち上げが決まったが、ソユーズとの干渉の可能性が判明したのは翌9月21日だった。

## 火災事故

### 事故当日の推移
当初の打ち上げ予定日時の9月11日6時33分29秒の打ち上げに向けて、ターミナルカウントダウン作業が行われていた同日3時5分頃（監視カメラの画像の表示時刻では3時4分54秒）に移動発射台（ML3）の開口部付近で火災が起きた。
監視カメラで火災の発生を確認、2分後の3時7分頃に消火活動が始まり、4時17分に打ち上げの中止が決まった。その後、5時10分にモニター上で火炎が見えないことを確認した後、6時19分に放水を終えている。6時過ぎにJAXAと三菱重工による緊急記者会見で状況説明が行われた。11時頃に液体酸素と液体水素の排液作業等の安全化処置を終えて、18時頃に安全点検を行った後、ロケットの機体を整備組立棟（VAB）へ返送している。
打ち上げ時は警戒区域を設けて安全確保をしているため、この火災事故による特別な警報などの発報は行っていない。

### 事故原因
火災が起きたのは、下方視では八角形の形をした移動発射台の開口部のうち、III軸側のSRB-A3とIV軸側のSRB-A3の間の断熱施行部である。第一段エンジンの予冷に使われた液体酸素がノズル脇から排出され、排出された液体酸素が多かったため全て気化せず、気液二相状態のまま開口部壁面にある耐熱材（シリコン）に継続して吹きかかったことで静電気が発生した。低温の液体酸素により耐熱材に割れが生じ、断熱材（ポリ塩化ビニール）が露出した。これにより、発火源である静電気、可燃物の断熱材、酸素（液体酸素）の3つの燃焼要件が全て揃い火災が発生した可能性が高いと考えられている。
H-IIBロケットの第一段エンジンは2基あるため、液体酸素排出口と開口部壁面の間は横に200mm、縦に550mmの距離となっている。第一段エンジンが1基のみのH-IIAロケットではML1（H-IIAロケット専用）と開口部壁面の間は横に600mmの距離があり、これに比べてH-IIBロケットの方がより近いため、斜めのノズルスカートに沿って排出された液体酸素が吹きかかり易くなっていた。
事故原因を特定するための再現試験において、断熱材・耐熱材燃焼試験では、空気雰囲気では断熱材と耐熱材ともに燃焼せず、高濃度酸素雰囲気では断熱材のみ燃焼する結果となっている。また、耐熱材帯電試験では酸素を耐熱材に吹きかける実験を行った所、各表面電位は無風化の時、液体酸素（LOX）が＋0.13kV、酸素ガス（GOX）が0kVで、液体酸素（LOX）＋酸素ガス（GOX）混合（気液二相状態）の時のみ＋6.5～kVと電位の値が大きくなり、風ありの場合は液体酸素（LOX）＋酸素ガス（GOX）混合（気液二相状態）が＋0.06kVで電位は上がらない結果となっている。
火災発生時の風速は1m/sと無風に近い状況で、周囲は高濃度酸素雰囲気の状態となり、静電気が発生しやすい環境となっていた。こうした気象環境も含めた複合的な要因で発火したと考えられている。三菱重工によると、大気には元々酸素があるため液体酸素を排出しても危険性はないと認識していて、火災の発生を予測していなかったという。
断熱材はH-IIBロケット1号機、2号機の打ち上げに際し、今回と同様に排出された液体酸素が、移動発射台開口部の塗料の耐火材を施された鋼板に吹きかかり冷却割れをおこしたため、3号機から冷却割れを防ぐための断熱材と、それをロケットの噴射ガスから保護する耐熱材を縦4m、横1.6mにわたって施行された。この断熱材は難燃性のあるものの中で、着火源があれば酸素指数29以上で燃えるポリ塩化ビニールが採用されている。この断熱材には自己消火性があるため本来継続して燃えないが、最初に大きく火災が起きた時（発火後2-3秒の間）に耐熱材に穴が開いて（燃えたため大きさ不明）酸素が供給されたため火災が継続したと考えられている。この縦4m、横1.6mの断熱施行部の内、7-8割程の面積で断熱材が燃えている。
この3号機以降から7号機までの5機は設備などの諸条件は今回と同じだったが、風があったため酸素が充満することなく発火しなかった。断熱材の効果を確認するための温度ロガーが断熱材内部に設けられていたが発火の形跡はなかった。

### 対策
事故の起因は静電気であることから根本的な対策として静電気の帯電を防ぐ措置が講じられている。断熱材には延焼防止のためアルミシートを一周巻き付けるように施工を行った。耐熱材には帯電防止の為、2層構造になっている断熱材の内、耐熱材側の方の断熱材と一緒にアルミシートを巻き付けるように施行を行った。これらの対策は長崎研究所で行った試験で有効性を確認しており、更にアースを取ることによって万全を期している。この一連の対策は9月20日に完了しているが、耐熱材の割れには対応しきれないとしており、次号機以降に向けて改善策がないか検討するという。H-IIAロケット専用のML1にも一部に断熱材施工部があることから対策を今後検討するとしている。
また、打ち上げ後に再発防止策を施した部分の検証を行う予定で、不適合の除去に関しては今までの機体の不適合のみならず設備側を含む機体と接する部分の不適合についても点検を行う考えで、今回の火災事故で得られた知見はH3ロケットにも反映していくという。なお、今回の火災事故に関する責任の所在については打ち上げ後に検討するという。

### 機体周辺の状況
モニターで火炎が見えなくなるまで2時間近くかかったが、機体の状況は良好であった。火災に伴う熱による影響は、機体の耐熱材の表面に装着してあるサーモラベルで計測された最高温度が120度となっており、過大な熱影響がないことが確認されている。消火作業に伴う放水による浸水の影響は、SRBより下に水がかかったが浸水箇所の水は全て除去された。火災に伴う煙の影響は、機体を射点に移動させた段階で窒素ガスの空調が入るため、内圧により内部に煤が入っていないことが確認され、機体の表面に付いた煤も取り除かれた。発射台側も断熱施工部を除いて健全性が確認されている。

### その後の動き
火災事故から約2週間後の9月23日に種子島宇宙センターの竹崎展望台にて打ち上げ前の記者会見が行われ、事故原因や対策などについての説明、質疑応答がなされている。また、この9月23日の昼前に出された再Y-0作業移行の「GO」判断により打ち上げ作業が再開されている。打ち上げ当日の9月25日に種子島宇宙センターの竹崎展望台にて打ち上げ後の記者会見が行われている。